# 革吉镇
革吉镇，是中华人民共和国西藏自治区阿里地区革吉县下辖的一个乡镇级行政单位。

## 行政区划
革吉镇下辖以下地区：
那普社区、加布村、布贡村、康巴列村、森布村、公前村和芒拉村。